# Crkva sv. Benedikta u Donjim Mostima
Crkva sv. Benedikta u Donjim Mostima župna je rimokatolička crkva u Donjim Mostima u Bjelovarsko-bilogorskoj županiji.
Jednobrodna je građevina pravokutnog tlocrta s užim, polukružno zaključenim svetištem, sakristijom južno uz svetište i zvonikom na zapadnom pročelju. Svođena je češkim svodovima u brodu, apsida polukupolom, ravnog stropa u sakristiji. Pjevalište je podignuto na dva masivna stupa s unutarnje strane zida glavnog pročelja. Zidne plohe eksterijera ritmizirane su pilastrima, lezenama te motivom slijepih visećih arkada. Crkva je sagrađena 1883. godine, a preinake su izvršene 1913. godine kada je i oslikana. Orgulje je 1888. godine, sagradio i na pjevalište župne crkve postavio Ferdinand Heferer, graditelj orgulja iz Zagreba. Mehaničkog su registarskog i svirnog prijenosa, a imaju deset registara te jedan manual i pedal. Obnovljene su 2021. godine.
Župa sv. Benedikta u Donjim Mostima osnovana je 1789. godine za vrijeme zagrebačkog biskupa Maksimilijana Vrhovca. Jedina je župa iz Bjelovarsko-bilogorske županije, koja pripada pod Varaždinsku biskupiju. Ostale pripadaju uglavnom pod Bjelovarsko-križevačku biskupiju, a u manjoj mjeri pod Požešku biskupiju (okolica Daruvara).

## Zaštita
Pod oznakom Z-2109 vodi se kao nepokretno kulturno dobro - pojedinačno, pravnog statusa zaštićena kulturnog dobra, klasificirano kao "sakralna graditeljska baština".